# Овальный портрет
«Овальный портрет» (англ. The Oval Portrait) — рассказ Эдгара Аллана По о трагической истории создания загадочного портрета из замка. Это один из самых коротких рассказов Эдгара По, при первой публикации в 1842 году он уместился всего на двух страницах, а впоследствии был ещё сокращён автором.

## Сюжет
Повествование идёт от первого лица. Автор, путешествуя по Апеннинам со своим слугой, уставший, терзаемый лихорадкой и раной, нанесённой ему разбойниками при неясных обстоятельствах, остаётся на ночлег в старом замке. Автор мучается бессонницей и, чтобы убить время, занимает себя тем, что разглядывает картины в отведённой ему комнате, сверяясь с найденным там же томиком их описаний и историй их создания. Неожиданно он замечает портрет молодой красивой женщины, на который сначала не обратил внимания, так как он стоял в тени за колонной. Картина производит на автора столь сильное впечатление, что он вынужден зажмуриться, чтобы разобраться в своих чувствах. Наконец он понимает, что причина столь странной его реакции — в удивительной живости портрета. Заинтригованный, автор обращается к справочному томику.
В книге автор находит легенду создания картины. Eго написал художник, без остатка отдававший все силы искусству. Из-за этого его невеста была всегда обделена вниманием, но не роптала, а покорно подчинялась возлюбленному. Однажды художник решил написать её портрет. Он работал неделями напролет, и всё это время его невеста терпеливо позировала ему. Портрет получался прекрасным, друзья художника в один голос говорили, что в нём он превзошел себя. Увлечённый работой, художник не замечал, что молодая женщина всё больше и больше чахла. Наконец портрет был готов. Художник положил последний мазок и воскликнул, довольный своей работой: «Да, это сама жизнь!» Как только он произнёс эти слова, последние силы покинули его прекрасную натурщицу и она упала замертво.

## Анализ произведения
Идея рассказа в странной связи реальности и искусства. В «Овальном портрете» искусство и поклонение ему убивают настоящую жизнь, воплощённую в образе прекрасной молодой женщины. Из этого можно сделать вывод, что у искусства и смерти общая природа, так как искусство, как и смерть, соперничает с жизнью. Подобные взгляды были свойственны Эдгару По, он полагал поэзию «ритмизованной красотой», а самой поэтичной вещью на свете считал смерть молодой женщины (см. эссе «Философия творчества» — The Philosophy of Composition, 1846). Также важно отметить, что первопричиной смерти красивой женщины, в понимании По, является её собственная красота.
С другой стороны, искусство изобличает вину художника и указывает на неизбежное зло — творя искусство, художник разрушает жизнь.
Творческий процесс, в своем совершении, всегда стремится превзойти жизнь, низводя её до состояния смерти. Это отмечает и рассказчик, потрясённый одухотворенностью портрета. Эдгар По предупреждает читателя о коварной двойственности искусства и парадоксальном взаимодействии жизни и смерти в служении ему.
Возможно, идею рассказа По увидел в картине своего друга Томаса Салли — молодая девушка держит в руке медальон, шнурок которого охватывает её обнажённую шею. Другим источником вдохновения для Эдгара По могла стать картина Тинторетто (1518—1594), написавшего портрет мёртвой дочери. Также в сюжете «Овального портрета» обнаруживается сходство с одной из линий романа Анны Радклиф The Mysteries of Udolpho (1802).

### Главные темы
- Мономания — см. также рассказы «Береника», «Человек толпы»
- Смерть прекрасной женщины — см. «Лигейя», «Морелла»

## Публикации
Первая версия рассказа называлась «Жизнь в смерти» (Life in Death) и была опубликована в Graham's Magazine в 1842 году. Она длиннее окончательной версии, в ней, в частности, есть несколько вводных абзацев, раскрывающих предысторию рассказчика и обстоятельства его ранения, а также фрагмент поедания им опиума с целью унять боль. Возможно, По решил отказаться от этих частей из-за их несвязанности с основным сюжетом или чтобы у читателя не возникло мысли, что всё произошедшее с рассказчиком — плод его наркотических галлюцинаций. Сокращённая версия под окончательным названием была опубликована 26 апреля 1845 года в Broadway Journal.

## Критика и влияние
Не вызывает сомнений влияние рассказа По на знаменитый роман Оскара Уайльда «Портрет Дориана Грея» (1891). За пять лет до выхода романа Уайльд одобрительно высказывался о выразительности произведений По. В романе портрет несёт зло изображённому на нём человеку в значительно большей степени, чем своему создателю.
Похожий сюжет в рассказе Натаниэля Готорна «Родимое пятно» (The Birth-Mark, 1843).
Французский кинорежиссёр Жан-Люк Годар цитирует рассказ По в фильме «Жить своей жизнью» (Vivre Sa Vie, 1962).

## Переводы на русский язык
Первый из известных переводов рассказа на русский язык — анонимный — был опубликован в журнале «Русское богатство», в № 5 за 1881 год. Всего же существует по меньшей мере 11 переводов рассказа. Один из них (С. Бельский, 1909) представляет собой вольный пересказ. Только в одном переводе, Норы Галь (1976), представлена начальная версия рассказа, остальные переводчики брали за основу окончательную, сокращённую редакцию, однако многие заимствовали элементы (эпиграф и пр.) и из «Жизни в смерти». Рассказ переводили К. Бальмонт, М. Энгельгардт, В. Рогов. Также существуют ещё несколько ранних анонимных переводов.